# Hoplothrips polysticti
Hoplothrips polysticti är en insektsart som först beskrevs av Morison 1949.  Hoplothrips polysticti ingår i släktet Hoplothrips, och familjen rörtripsar. Arten är reproducerande i Sverige.